# CGP Grey
CGP Grey, né à New York aux États-Unis, est un vidéaste web et podcasteur irlando-américain, principalement connu pour ses vidéos éducatives en anglais publiées sur YouTube. Sa chaîne, suivie par plus de 6,8 millions d’abonnés et totalisant plus de 1,1 milliard de vues, est réputée pour sa capacité à vulgariser des concepts complexes avec clarté et précision.

## Biographie

### Carrière

#### Vidéos éducatives sur YouTube
Grey s’est fait connaître en 2011 grâce à la vidéo The Difference between the United Kingdom, Great Britain and England Explained, qui clarifie la terminologie relative aux îles britanniques. Il produit depuis des vidéos éducatives traitant de sujets variés, notamment les systèmes électoraux, les processus religieux tels que les élections papales, la robotisation du travail, ou encore les enjeux de productivité et d’organisation personnelle,.
Son contenu se caractérise par une narration en voix off, des animations simples et un ton analytique. Ses vidéos ont été relayées ou citées par plusieurs médias anglophones, dont Business Insider, Forbes et The Washington Post.

#### Podcasts
En plus de son activité sur YouTube, Grey est actif dans le domaine du podcast. Il coanime depuis 2014 le podcast Hello Internet avec Brady Haran. Depuis 2015, il anime également Cortex avec Myke Hurley, podcast centré sur la productivité, la technologie et les méthodes de travail.

### Identité
Le pseudonyme « CGP Grey » est basé sur ses initiales, dont la signification exacte n’a pas été rendue publique.

### Vie privée
Grey est né aux États-Unis et possède la double nationalité américaine et irlandaise. Il réside actuellement à Londres, au Royaume-Uni.

## Vidéos
La chaîne YouTube CGPGrey contient, entre autres choses, Grey explique, une série de vidéos explicatives sur un éventail de sujets, y compris la politique, la géographie, l'économie et la culture britannique. Des animations simplifiées servent de support visuel et aident à la compréhension des concepts expliqués. Alors que Grey narre de sa propre voix la plupart de ses vidéos, son visage n'est jamais montré dans celles-ci. 
Des vidéos de Grey défaisant des idées reçues ont été présentées sur CBS, comme sa vidéo sur l'histoire de la famille royale britannique.